# Sebastian Radtke
Sebastian Radtke (* 3. April 1983) ist ein ehemaliger deutscher Fußballspieler.

## Werdegang
Der Stürmer Sebastian Radtke begann seine Karriere beim VfB Gröbzig und wechselte dann in die Jugend des Halleschen FC. Später war er im Jugendbereich noch für den VfL Halle 96 und den SC Borea Dresden aktiv. Im Seniorenbereich spielte Radtke in der Saison 2002/03 für Tennis Borussia Berlin in der Oberliga Nordost, bevor er im Sommer 2003 zum Zweitligisten Arminia Bielefeld wechselte. Dort kam er überwiegend in der zweiten Mannschaft zum Einsatz. Am 1. Dezember 2003 gab er sein Zweitligadebüt bei der 0:1-Niederlage der Bielefelder beim 1. FC Nürnberg. Es folgte noch ein weiterer Einsatz in der 2. Bundesliga, bevor er im Sommer 2004 zu Eintracht Trier ging. 
Für die Eintracht absolvierte Radtke nur ein Zweitligaspiel und stieg mit den Trierern am Saisonende ab. Radtke wechselte daraufhin zum Regionalligisten Rot-Weiß Oberhausen, mit denen er in die Oberliga abstieg. Im Sommer 2006 folgte der Wechsel zum VfB Homberg, für den er drei Jahre spielte und 2008 aus der Oberliga abstieg. Nach einer Saison beim KFC Uerdingen 05 wechselte Radtke im Jahre 2010 zum SV Hönnepel-Niedermörmter. Sein Vertrag dort lief 2012 aus, seitdem ist Radtke vereinslos.
Sebastian Radtke spielte zwölfmal für die deutsche U-20-Nationalmannschaft und erzielte dabei vier Tore.